# Махо (село)
Махо (груз. მახო) — село в Грузии, на территории Хелвачаурского муниципалитета автономной республики Аджария.

## География
Село находится в юго-западной части Грузии, на левом берегу реки Чорох, вблизи места впадения в неё реки Махо, на расстоянии 1 километра (по прямой) к юго-востоку от города Батуми, административного центра муниципалитета и автономной республики. Абсолютная высота — 84 метра над уровнем моря.

## Население
По результатам официальной переписи населения 2014 года, в Махо проживало 2479 человек (1263 мужчины и 1216 женщин). В национальной структуре населения грузины составляли 99,9 %, русские — 0,1 %.
| Год  | Население, человек |
| ---- | ------------------ |
| 2002 | 2587               |
| 2014 | ↘ 2479             |